# Новогвинейский ястреб
Новогвинейский ястреб (лат. Megatriorchis doriae) — вид хищных птиц из семейства ястребиных (Accipitridae), единственный в одноимённом роде (Megatriorchis). Эндемик островов Новая Гвинея и Батанта. Видовое название дано в честь итальянского зоолога Джакомо Дориа (итал. Giacomo Doria 1840—1913).

## Описание
Новогвинейский ястреб — один из самых крупных представителей подсемейства ястребов. Длина тела варьируется от 51 до 69 см, а размах крыльев — от 88 до 106 см. Голова небольшая с мощным клювом и небольшим затылочным гребнем. Крылья относительно короткие и широкие. Хвост длинный, закруглённый или клиновидный. Половой диморфизм в оперении не выражен, хотя самки немного крупнее самцов. Голова и верхняя часть тела серовато-коричневые, обильно испещрённые черноватыми и тёмно-коричневыми полосками, края перьев на спине и кроющих перьев цвета буйволовой кожи. От глаза назад идёт чёрная полоса. Радужная оболочка золотисто-коричневая, восковица зеленоватая или сланцево-голубоватая. Клюв черноватый. Лапы серовато-жёлтые. Нижняя часть тела беловатая с редкими вертикальными тёмными полосками; на груди полосы более частые и широкие, коричневого или черноватого цвета.

## Распространение и места обитания
Новогвинейский ястреб распространён на Новой Гвинее; ареал обширный, но фрагментарный. Обнаружен на острове Батанта. Обитает в низинных влажных тропических лесах, реже в мангровых и вторичных лесах. Встречается на высоте от уровня моря до 1100 м (иногда до 1400 м) над уровнем моря. Питается в основном птицами, в том числе семейства Paradisaeidae. Охотятся поодиночке или парами, с присады или маневрируя между кронами деревьев. Громоздкие гнёзда из палок строятся в кронах деревьев.